# La Guarguera
La Guarguera este o arie protejată (arie specială de conservare — SAC, sit de importanță comunitară — SCI) din Spania întinsă pe o suprafață de 516,6 ha, integral pe uscat.

## Localizare
Centrul sitului La Guarguera este situat la coordonatele 42°24′14″N 0°19′42″W / 42.404°N 0.328211°V.

## Înființare
Situl La Guarguera a fost declarat sit de importanță comunitară în iulie 2000.

## Biodiversitate
Situată în ecoregiune necunoscută, aria protejată conține 2 habitate naturale: Râuri de munte și vegetația lor lemnoasă cu Myricaria germanica, Galerii de Salix alba și de Populus alba.
La baza desemnării sitului se află mai multe specii protejate:
- mamifere (2): vidră de râu (Lutra lutra), Microtus cabrerae
- nevertebrate (5): croitorul mare al stejarului (Cerambyx cerdo), fluturele de noapte (Eriogaster catax), fluturele auriu (Euphydryas aurinia), rădașcă (Lucanus cervus), Osmoderma eremita Complex
- pești (2): Achondrostoma arcasii, Parachondrostoma miegii

Pe lângă speciile protejate, pe teritoriul sitului au mai fost identificate 2 specii de plante, 24 de specii de păsări, 4 specii de amfibieni, 4 specii de mamifere, 3 specii de pești, 2 specii de reptile.